# Union des intellectuels français pour la justice, la liberté et la paix
 (novembre 2013).
Si vous disposez d'ouvrages ou d'articles de référence ou si vous connaissez des sites web de qualité traitant du thème abordé ici, merci de compléter l'article en donnant les références utiles à sa vérifiabilité et en les liant à la section « Notes et références ».
L’Union des intellectuels français pour la justice, la liberté et la paix, encore connu sous son sigle UDIF, était une organisation politique, née en France, après les accords de Munich en 1938. 
Elle fut fondée en 1938 à la suite d'un départ de plusieurs membres du Comité de vigilance des intellectuels antifascistes (CVIA), pour refuser son attitude pro-accords de Munich. Elle regroupait des intellectuels francophones de gauche décidés à s'opposer à la montée du fascisme en France comme en Europe.

## Historique de l'UDIF
L'UDIF a été fondé en 1938 en réaction aux Accords de Munich par des intellectuels, dont Paul Langevin, Victor Basch et Jacques Soustelle. L'organisation est née de la scission du CVIA, prouvant la difficulté à conjuguer à gauche l'antifascisme et le pacifisme. Les partisans de la fermeté face à Hitler, même au prix d'une guerre. Ses partisans s'efforcent de mobiliser l'opinion au cours du printemps 1939.
Après la signature du pacte germano-soviétique de l'été 1939, L'Œuvre du 30 août fait paraitre un appel d'un certain nombre de membres de l'UDIF qui font part de leur « stupéfaction devant la volte-face qui a rapproché les dirigeants de l'URSS des dirigeants nazis », et appelle à résister à l'agression nazie, au nom du droit.

## Personnalités membres de l'UDIF
- Victor Basch
- Albert Bayet
- Lucien Febvre
- Valentin Feldman
- Irène Joliot-Curie
- Charles Koechlin
- Paul Langevin
- Jean Perrin
- Jacques Solomon
- Jacques Soustelle
- Édith Thomas
- Elsa Triolet
- Andrée Viollis